# Галтимор
Галтимор (ирл. Gaibhlte Mór) — гора в юго-западной части Ирландии на границе двух графств — Южного Типперэри и Лимерика. Высота Галтимора — 917 метров.
Склоны вершины достаточно круты и обрывисты, однако у самого пика они принимают более плавные очертания, что связано с сильным влиянием гляциальных процессов во время последнего Ледникового периода. В частности, этому оказалась подвержена северная сторона Галтимора, за которой находится сеть озёр ледникового происхождения.
Галтимор весьма популярен среди туристов, предпочитающих активные виды отдыха. На гору можно забраться без специального альпинистского снаряжения в теплое время года, однако зимой склоны покрыты снегом, что затрудняет восхождение на вершину. Один из самых популярных маршрутов — «Чёрный путь».